# Lunca Bradului, Mureș
Lunca Bradului (în maghiară Palotailva) este satul de reședință al comunei cu același nume din județul Mureș, Transilvania, România.

## Așezare
Localitatea Lunca Bradului este situată pe râul Mureș în defileul Deda - Toplița, pe drumul național DN 15 Târgu Mureș - Reghin - Piatra Neamț, în partea vestică a Carpaților Orientali în zona munților vulcanici Călimani și Gurghiu străbătută de valea zgomotoasă a Mureșului, care formează la poalele munților un pitoresc defileu.    
Localitatea se învecinează la nord cu comuna Șaru Dornei din județul Suceava, situată dincolo de platoul Călimanilor, în partea estică cu localitatea Stânceni județul Mureș, cuprinsă în defileul Mureșului și Toplița din județul Harghita, iar în sud cu comunele Ibănești și Hodac județul Mureș, partea vestică este mărginită de cea de-a treia localitate Răstolița, cuprinsă în defileul Deda -Toplița. Vatra localității este situată la jumătatea distanței dintre capetele defileului Toplița - Deda la altitudinea de 524 m, este mărginită de terase și culmi înalte de peste 1.000 m care închid orizontul comunei și dau grandoare imaginii reliefului montan.
Etnografic, localitatea este cuprinsă în cadrul zonei Toplița.

### Relieful – structură geologică
Lanțul muntos eruptiv este dispus pe latura internă a Carpaților Orientali și a apărut în urma erupțiilor vulcanice neogene care au dat naștere lanțului de munți Oaș, Gutâi, Călimani, Gurghiu, Harghita. Aceștia sunt alcătuiți din andezite, ridite criolite, bazalte și aglomerate.
Geologii acceptă ideea că înaintea formării acestui lanț vulcanic, întreaga regiune fusese o câmpie aluvionară, situată în partea vestică a șirului central al Carpaților Orientali, respectiv cel cristalino- mezozoic. În perioada pliocenului superior, s-a realizat o intensă activitate vulcanică, ce a închis un lac intramontan a cărui oglindă se ridica până la 950 m altitudine.
La începutul cuaternarului prin eroziune apa lacului a străpuns lanțul vulcanic în zona munților Călimani și Gurghiu dând naștere defileului Deda - Toplița. 
Afluenții Mureșului au contribuit la actuala înfățișare a reliefului prin conurile de dejecție formate de aceștia cu materialele aluvionare aduse de munții din jur, fapt ce a dus la separarea unor dealuri piemontane din jur.
Geograful Henrich Wachner afirma despre evoluția reliefului că “rețeaua hidrografică actuală s-a realizat abia de la “Pliocen la Deluviu”2. În continuare el mai susținea că în treptele în formă de terasă pe coastele strâmtorii cam la 150 m altitudine deasupra nivelului actual al râului recunoaștem resturi ale unui fund de vale cu o pantă inversă a Mureșului³ vale care se pierde în nivelul pliocen al regiunii.
Luând în considerare un ultim argument al autorului putem constata fără a fi geologi, după cum acesta afirma că atunci “Când s-au format terasele + 40 +20 +10 ale văii Mureșului strâmtoarea exista deja, căci resturi ale acestei terase se constată în tot lungul strâmtorii între Deda și Toplița .
Înălțimea teraselor descrește la deal. Aceste terase sunt dispuse în trepte astfel încât la intrarea Mureșului în defileu are altitudini de 1.000-2.000 m din platouri vulcanice până la 400 m în Lunca Mureșului după ieșirea din defileu.
Așezarea în cadrul defileului Toplița – Deda, deosebit de pitoresc, care reprezintă cea mai lungă străpungere completă de către un râu, 35 km în cadrul catenei vulcanice Călimani-Gurghiu-Harghita, face din acest loc o adevărată atracție turistică.
Afluenții Mureșului au format de-a lungul timpului conuri de dejecție din bolovănișuri de andezit. Pe malul drept al Mureșului s-au format numeroase terase, cea mai lungă fiind în localitatea Lunca Bradului constituindu-se ca o depresiune.
La nord de râul Mureș sunt situați munții Călimani  care cuprind cele mai mari altitudini din șirul lanțului vulcanic Călimani, Gurghiu, Harghita. Acesta culminează cu vârful Pietrosu 2.102 m, Călimani 2.021m, Izvoru 2.033m și Cerbuc 2.015 m. Acest masiv are cea mai mare suprafață din cadrul munților vulcanici aproximativ 2.000 km pătrați. Munții sunt renumiți pentru viața pastorală, deoarece există o intensă zonă de pășuni alpine6.La o vechime din epoca terțiară masivul Gurghiu la sud de Mureș culminează cu vârfurile Fâncelul 1.684 m , Bătrâna de 1.634 m, care reprezintă un ansamblu de conuri vulcanice îngemănate.

### Rețeaua  hidrografică
Râul Mureș este principalul râu colector al pâraielor ce izvorăsc din munții Călimani și Gurghiu. Mureșul străbate în lungime de la est la vest localitatea contribuind încă la dăltuirea în stâncile de andezit ale frumosului defileu.
În cursul său vijelios Mureșul adună apele învolburate ale afluenților Ilva, Fântânele, Pârâul Bisericii, Neagra, Călin care izvorăsc din Călimani și afluenții din munții Gurghiului: Valea Negrii, Jincu, Neagra, Swarz și Sălard.
Debitul mediu anual al Mureșului este de aproximativ 12,1 m3/s înregistrat la intrarea acestuia în defileu. Scurgerea maximă se înregistrează în luna aprilie iar minima în luna ianuarie. Pe sezoane primăvara are scurgerea maximă și iarna minimă8.
Temperatura medie anuală a apei Mureșului este de aproximativ 8 °C, oscilând de la un anotimp la altul, astfel încât iarna se înregistrează valori cuprinse între 0,1-0,3 °C, vara de 18-20 °C iar toamna de 3-12 °C 9. Pe valea Ilvei sunt  și porțiuni repezi ca Dugașeu Mic și Dugașeul Mare care produc un zgomot fantastic și o imagine feerică.
În Lunca Bradului se mai întâlnesc și izvoare  mezotermale care sunt amenajate și utilizate pentru agrement în sezonul estival.

### Clima
Așezată între masivele muntoase ale Munților Călimani și Gurghiu, comuna se încadrează în sectorul de climat continental, în zona climei de munte.
Sunt caracteristice verile călduroase și iernile lungi și reci cu inversiuni de temperatură în văi.
Temperatura medie anuală se menține între 4-6 °C. Umezeala aerului este ridicată, determinată de prezența râului Mureș și a pădurilor dese.
Regimul precipitațiilor în linii multianuale are valori de 780-820 mm/an.
Valorile maxime ale precipitațiilor se înregistrează în luna iunie și cele minime în lunile februarie-martie. Iarna precipitațiile cad sub formă de  ninsoare. Numărul mediu al zilelor cu strat de zăpadă este de cca. 100. Înghețul la sol durează de la începutul lunii octombrie până la începutul lunii mai. 
Vânturile suferă abateri datorită în special reliefului. Predomină vânturile de la V și N-V, dar datorită unor factori topoclimatici în unele perioade predomină vânturile de N-E canalizate și intensificate pe vale.
Iarna, vânturile de N-E produc în zonă scăderi de temperatură a aerului și transport de zăpadă pe sol.

### Flora
Deoarece elementele cadrului natural sunt de o mare diversitate și complexitate, asociațiile vegetale și biotopurile faunistice de pe teritoriul localității Lunca Bradului cuprind un mare număr de specii și o vegetație bogată.
Vegetația se încadrează în regiunea floristică central-european-carpatică, cuprinzând pășuni și fânețe naturale, păduri de molid și foioase, mai ales de fag, în amestec cu rășinoase și o mică suprafață arabilă.
Dispuse etajat pe culmile montane, plantele spontane alcătuiesc:
1. O vegetație alpină situată la peste 1.800 m care cuprinde pajiștile primare și secundare formate din iarba stâncilor (romunculus alpentis), piciorul cocoșului alpin (ranunculus montanus), ochiul găinii (primula minima), păiușca (festuca supina), mușchii (rhitidium rugasus), tufișurile de jneapăn (pinus mugo), de ienupăr, bujorul de munte, sălcii pitice (salix herbax) și merișorul (vaccinus vitis).
2. Vegetația etajului subalpin care este dominată de tufișurile alpine este întâlnită la peste 1.650 m  altitudine. Cea mai mare răspândire o au tufișurile de jneapăn și ienupăr dispuse pe coverturi pe pereții abrupți ai văilor glaciare. Aceștia pot să apară și în asociere cu afinul, merișorul, măceșul și mușchi verzi. Spre zona alpină tufișurile de jneapăn se regăsesc lăsând locul bujorului de munte, cu merișorul și afinul. În partea superioară a etajului subalpin se întâlnesc pajiști alcătuite din păiușcă și iarba vântului. La limita inferioară a etajului subalpin apar rariști de molid, zadă, zâmbru, care fac trecerea spre zona pădurilor.
3. Etajul molidișurilor se întâlnește până la altitudinea de 1.600-1.800 m  și cuprinde specii de arbori falnici ca: molidul (picea abies), scorușul (scorbus auciparia), paltinul de munte, zada, bradul (albies alba), fagul (fagus silvatica) unele specii de arbuști ca: socul roșu, subarbuști, zmeurul, măcieșul, alunul. În luminișurile dintre arbori cresc o serie de plante ierboase alcătuind vegetația de pajiște formată din graminee ca: păiușul roșu, păiușca, rogozuri, clopoței, sunătoarea.
4. Etajul pădurilor de foioase este întâlnit la altitudini de 500-1.400 m  cuprinde o varietate de specii vegetale ca: fagul, gorunul, paltinul de munte, paltinul de câmp, teiul, bradul, pinul, arbuști, alunul, păducelul, măcieșul, plante graminee- păiușul, firuța, plante de primăvară: ghiocelul, vioreaua, rogozuri, ferigi și altele.
5. Etajul pădurilor de amestec reprezintă zona de întrepătrundere a molidișurilor cu făgetele. În aceste păduri predomină: molidul, bradul, fagul, teiul, paltinul, frasinul, pinul, tisa și stratul ierbos: măcrișul iepurelui, laptele câinelui etc.
6. Vegetația de luncă. Lunca Mureșului și a afluenților acestuia este acoperită de o vegetație specifică cu specii ierboase și lemnoase higrofile și mezofile având capacitatea de a suporta inundațiile de proporții variabile. Zăvoaiele sau pădurile de luncă cuprind vegetație arborescentă din specii de esența albă: salcia, răchita, plopul, aninul iar zonele de pajiște sunt alcătuite din iarba câmpului.

### Fauna
Fiind specifică zonei de vegetație alpină și montană, fauna este foarte bogată în diferite specii formând frumusețea stâncilor golașe și a pădurilor noastre care atrage pe mulți iubitori de escapade cinegetice, atât din țară cât și din străinătate.
În zona alpină trăiește: vulturul bărbos, cinteza de munte, ciocârlia balcanică, găinușa de alun, cocoșul de munte, corbul de munte, corbul, potârnichea.
Pe stâncile golașe ale zonei alpine, este întâlnită și vipera comună, șopârle de munte, tritonul, unele specii de fluturi, șoarecele alb alături de care uneori urcă și șobolanii. În pădurile montane este întâlnit: cerbul carpatin, ursul, jderul, râsul, jderul de scorbură. Dintre păsări mai răspândite sunt: cocoșul de munte, cocoșul de mesteacăn, acvila, alunarul, corbul, mierla, pițigoiul de munte. Mișună de asemenea în aceste păduri și numeroase reptile și amfibieni: vipera comună, șopârla de munte, broasca brună, salamandra, șarpele de alun și năpârca.
O faună bogată este întâlnită și în etajul pădurilor de fag și fag în amestec cu rășinoase, unde predomină mamifere ca: ursul brun, veverița, căprioara, jderul de pădure, mistrețul, șoarecele gulerat, șobolanul cenușiu și șobolanul negru.
Liziera pădurilor constituie un adăpost pentru: acorieni, miriapode, coleoptere, etc. Fauna acvatică este de asemenea bogată. În pârâurile montane sunt întâlniți pești ca: păstrăvul (păstrăvul indigen și păstrăvul curcubeu), lipanul, boișteanul și grindelul. În râul Mureș se întâlnesc: lostrița, cleanul, scobarul, mreana, știuca, mihalțul, porcușorul și belbița.

### Solurile
În strânsă legătură cu distribuția formelor de relief, cu constituția geologică și influențate de condițiile bioclimatice și hidrologice din zonă, solurile comunei Lunca Bradului, au o largă varietate specifică reliefului montan, colinar și depresionar, culoare închisă și podzolice de culoare gălbuie la peste 1.700 m  altitudine.
Solurile etajului subalpin cuprind podzoluri primare. Este zona molidișurilor de altitudine ridicată, tufișuri de jneapăn și mușchi situate la 1.700-2.000 m  altitudine.14. Corespunzătoare pădurilor de molid și unor areale cu expunere nordică, la o altitudine de 700-1.800 m  sunt solurile brun acide. Solurile brun acide corespund și pădurilor de fag și pădurilor de amestec, fag sau rășinoase.15 În Lunca Mureșului sunt întâlnite solurile argiloiluviale, brune podzolice, soluri higromorfe și de luncă, soluri aluvionale.
În general majoritatea solurilor de pe teritoriul comunei sunt favorabile unor culturi agricole.16

## Toponimia
Satul Lunca Bradului, reședință de comună, are o vatră cu o suprafața de 223 ha. Suprafața totală a localității Lunca Bradului este de 31.032,99 ha 4, suprafață în care sunt incluse și pădurile ce mărginesc vatra.
Toponimia localitații. Observații toponimice
Din punct de vedere etimologic denumirea satului era Păluta, denumire ce derivă de la un termen specific forestier. În timp acestei denumirii i s-a adăugat și numele principalului afluent al Mureșului din localitate, devenind Palota-Ilva.
Denumirea Palota-Poluț-Poluta, este de origine slavo- română5 și indică vechimea acestui toponim cunoscut de români, cel puțin din perioada migrației slavilor pe teritoriul Transilvaniei, sau a fost preluat de la românii moldoveni, care au traversat munții Călimani și s-au așezat aici aducând cu ei și terminologia de etimologie slavă6.
Mai târziu, localitatea și-a schimbat denumirea in Lunca-Bradului, care este și actuala denumire a comunei. Această denumire i s-a dat deoarece în centrul comunei era o luncă în care pe malul râului, există un brad falnic, de care plutașii își legau plutele și la umbra căruia poposeau.
În cadrul localității se remarcă o vastă toponimie de origine autohtonă geto dacă, latină, precum și de proveniență slavă:7 
Printre toponimele și microtoponimele, în localitate avem :
- termeni de proveniență autohtonă: Mureșul de la Maris, Pârâu, Cătun, Stână, Strungă, Bradu, Vatră.
- termeni de origine latină: Sat, Neagra, Seștima, Văcărie, Puntea Rogoazei, Fântânel, Arsa, Pârâul Arsița.
- termeni compuși de origine autohtonă și latină: Pârâul Ursului;                                                        
- termeni proveniți de la popoarele slave: Izvorașul, Poiana Drăgusului, Pârlituri.
Cele mai numeroase toponime și microtoponime, provin din terminologia ocupațiilor de bază, ale românilor, care le-au practicat dintotdeauna.
Evoluția acestor ocupații a fost lentă, terminologia ocupațiilor, regăsindu-se în toponimia locală: Văcărie ,La Stână, Țarcuri, termeni legați de creșterea animalelor: Fânațe, termen din cadrul culturilor agricole.
De jur împrejur, se înalță dealuri, ca niște ziduri de cetate: Bâtca Pârlituri, Dealul Văcăriei. Urmează alte șiruri de coline, tot mai îndepărtate de centrul de comună, ramificate ce coboară din Munții Gurghiului, în partea de sud a comunei: Făgețel, Poiana Negri, Poiana Butucilor, Făget, etc.
Majoritatea termenilor sunt de origine autohtonă geto- dacă și latină, ce dovedesc existența unei populații românești, care au preluat termenii de la strămoșii lor. Termenii de origine slavă, au pătruns dinspre Moldova, odată cu migrația slavilor dinspre Moldova.

## Istoric
Localitatea Lunca Bradului este destul de tânără. 

## Obiective turistice
- Rezervația naturală “Defileul Mureșului” (7.733 ha).